# Grand Hotel (île Mackinac)
Pour les articles homonymes, voir Grand Hôtel.
Le Grand Hotel est un hôtel de luxe situé sur l'île Mackinac, un île du grand lac Huron, dans l'État du Michigan (au nord des États-Unis). Il est ouvert depuis 1887.
L'hôtel a accueilli cinq présidents américains et des résidents célèbres comme Thomas Edison et Mark Twain. Il est classé « National Historic Landmark » depuis 1989.

## Histoire
Après son exploration à partir du XVIIe siècle, l'île Mackinac devint un endroit stratégique pour le commerce des fourrures. En 1886, les compagnies ferroviaires Michigan Central Railroad et Grand Rapids and Indiana Railroad achètent des terres sur l'île pour y construire un hôtel. L’hôtel ouvre en 1887 et sa promotion est faite dans les grandes villes du Nord-Est des États-Unis et au Canada, en vue d'attirer des touristes dans la région en été. L'île a en effet été classée en tant que parc national dès 1875.

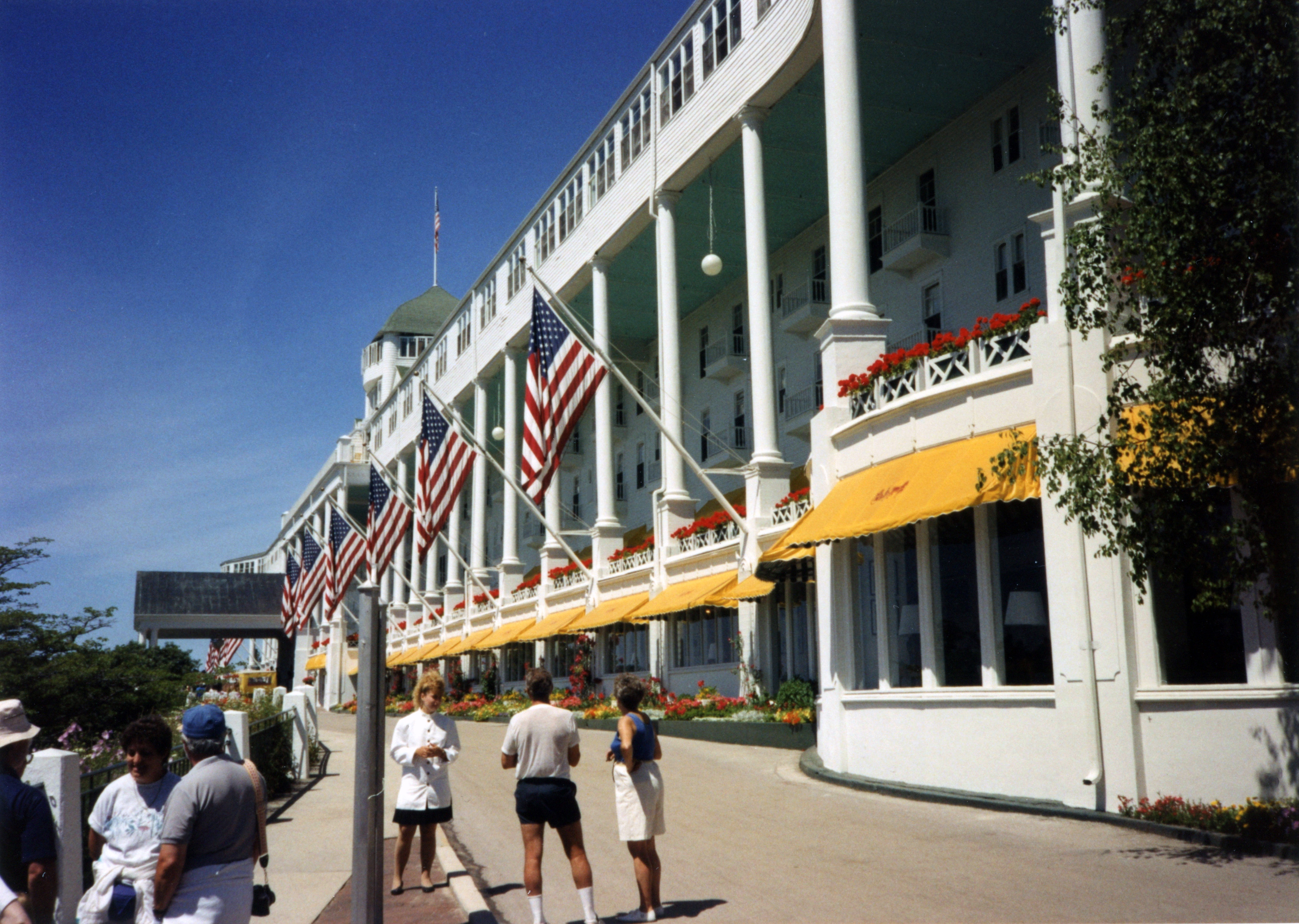
Vue latérale du porche du Grand Hotel (photo de juillet 1990.

Le porche de façade de l'hôtel est le plus large au monde avec une largeur totale de près de 200 mètres,.

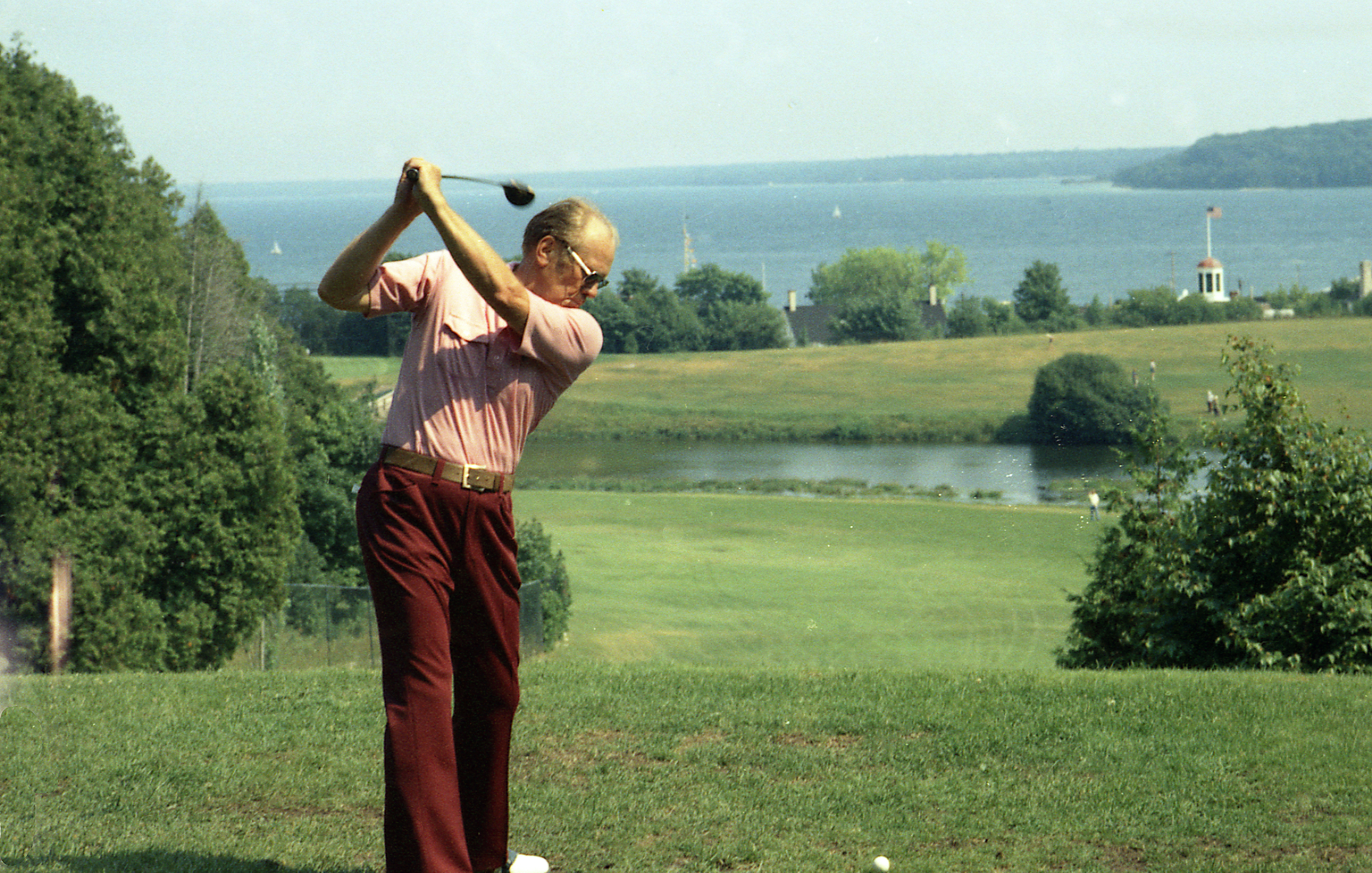
Le président Gerald Ford sur un parcours de golf du Grand Hotel en juillet 1975.

Les présidents américains Harry Truman, John Kennedy, Gerald Ford, George H. W. Bush et Bill Clinton ont séjourné dans l’hôtel. Le bâtiment a également accueilli Thomas Edison et Mark Twain[source insuffisante].
En 1957, le Grand Hotel est classé « bâtiment historique du Michigan ».  En 1972, il est placé dans le Registre national des lieux historiques et le 27 juin 1989 il est classé « National Historic Landmark ».
Il est classé parmi les meilleurs hôtels par différents organismes ou magazines.
En 2008, le prix d’une nuit dans une chambre de base de l’hôtel était d’environ 500 dollars.

## Présence au cinéma
Le Grand Hotel a servi de décor au film de Jeannot Szwarc Quelque part dans le temps (sorti en 1980), interprété par Christopher Reeve et Jane Seymour. En 1947, il avait déjà été utilisé pour la comédie musicale de Richard Thorpe Le Souvenir de vos lèvres, interprétée par Jimmy Durante et Esther Williams,,. Esther Williams a par ailleurs donné son nom à la piscine de l'hôtel, dans laquelle elle se baigne dans le film,.